# Darko Planinić
Darko Planinić (Mostar, 22 de novembro de 1990) é um basquetebolista profissional croata, atualmente joga no Cibona que disputa a Liga Croata.